# Merlia
Merlia is een geslacht van sponsdieren uit de klasse van de Demospongiae (gewone sponzen).

## Soorten
- Merlia deficiens Vacelet, 1980
- Merlia lipoclavidisca Vacelet & Uriz, 1991
- Merlia normani Kirkpatrick, 1908
- Merlia tenuis Hoshino, 1990